# Terminalia bucidoides
Terminalia bucidoides là một loài thực vật thuộc họ Combretaceae. Loài này có ở Costa Rica, Honduras, Nicaragua, và Panama.